# Sabellius
Sabellio (in latino: Sabellius; ... – prima del 257) è stato un teologo libico attivo nel III secolo dell'era cristiana, considerato eretico dalla cristianità classica.

## Biografia
È noto che predicò a Roma nel 215.
La teologia sulla persona di Cristo fu molto combattuta da diverse correnti di pensiero nel cristianesimo delle origini.
Esponente del monarchianismo modalista, Sabellio dichiarò che in Dio unico vi erano tre diverse manifestazioni (proiezioni o modi): Padre, Figlio e Spirito Santo, rispettivamente  manifestatisi nell'Antico Testamento, nella persona in Gesù Cristo e nella Pentecoste che celebra la discesa dallo Spirito Santo sulla Chiesa.
La sua eresia differiva da Ario che nel IV secolo, invece, avrebbe affermato che Gesù era Dio Figlio con la divinità inferiore, subordinato al Dio Padre.